# Бюрократический коллективизм
Бюрократи́ческий коллективи́зм — теория классового общества, которая была выдвинута последователями Льва Троцкого для описания природы государственного режима в странах Восточного блока. Существенный вклад в ее развитие внес Бруно Рицци.

## Общее описание концепции
Под бюрократическим коллективизмом понимают государственную систему, в которой, — как и при государственном капитализме, — прибыль распределяется между партийной бюрократией. Именно бюрократия (а не рабочие) управляет экономикой и государством. Сторонники этой теории утверждают, что бюрократический коллективизм является новой формой эксплуататорского классового общества — не капиталистической, но и не социалистической. Оценки расходились, считать ли эту форму прогрессивнее капитализма.
Теория получила развитие в небольшой французской троцкистской группе, объединённой вокруг Ивана Крайпо. Одновременно её развивал Бруно Рицци, выпустивший в 1939 году книгу «Бюрократизация мира», предложил впервые термин «бюрократический коллективизм». Однако наибольшую известность и развитие эта концепция получила в Рабочей партии (США) во главе с Максом Шахтманом, отколовшейся от Четвёртого интернационала. Также эта теория разрабатывалась американским теоретиком «социализма снизу» Хэлом Дрейпером.